# Reteporellina granulosa
Reteporellina granulosa är en mossdjursart som beskrevs av Gordon och Jean-Loup d'Hondt 1997. Reteporellina granulosa ingår i släktet Reteporellina och familjen Phidoloporidae. Inga underarter finns listade i Catalogue of Life.